# 西山喜久恵
西山 喜久恵（にしやま きくえ、1969年6月22日 - ）は、フジテレビのアナウンサー。

## 略歴
1988年、福山暁の星女子中学校・高等学校から上智大学文学部へ進学し、モダンダンスサークルに所属する。1990年、ミスソフィアに選出される。1992年、フジテレビに入社。同期入社は小島奈津子（2002年3月末日退社）と福原直英（2022年3月末日退社）。同年、『FNNスーパータイム』のお天気キャスターとしてフジテレビに初出演する。10月には「週刊スタミナ天国」の進行役としてレギュラー出演。
1992年10月から2001年7月まで『森田一義アワー 笑っていいとも!』に、テレフォンアナウンサーとして出演し、『笑っていいとも!特大号』の中の看板コーナー「いいとも仮装歌合戦」では1995年から2000年までのうち1997年以外の5年間で進行アナウンサーを務めた。1997年、河田町にあったフジテレビ旧社屋からの最後の生放送番組『ザッツお台場エンターテイメント!』も担当。
1997年、同僚と結婚。1998年4月 - 9月に放送されたアニメ『ピンカと海のお友達』で、主人公イルカ・ピンカ役の声を演ずる。1999年から2001年まで、『噂のどーなってるの?!』を担当。2001年夏から2007年まで、産休した後輩の木佐彩子（現在は退社）の後任として『FNNスーパーニュース』のサブキャスターを担当。
2004年7月24日の『FNS27時間テレビ』では、テレビ朝日『SmaSTATION-3』コーナー「ベラベラステーション」に、自身初フジテレビ以外のテレビ番組へ出演する。同年8月、アテネオリンピックで海外初取材する。2005年6月11日から、スポーツニッポンで「女子アナリレー・サタデーメール」連載（5週に1度登場）。
2007年に妊娠し産休に入った。6月29日に『FNNスーパーニュース』を降板。2008年9月29日より、『スパイスTV どーも☆キニナル!』にて番組復帰。
2019年7月1日から先輩アナウンサーの佐藤里佳が室長に昇任したことに伴い、アナウンス室部長に就任。
2022年、アナウンス室局次長に就任。
2023年　娘の影響で始めた水泳だったが、シニアクラスで本格的に試合に臨むまでのレベルに達している。
2024年、アナウンス室統括チーフアナウンサーからアナウンス室ゼネラルアナウンサーに昇格予定。

## エピソード・人物

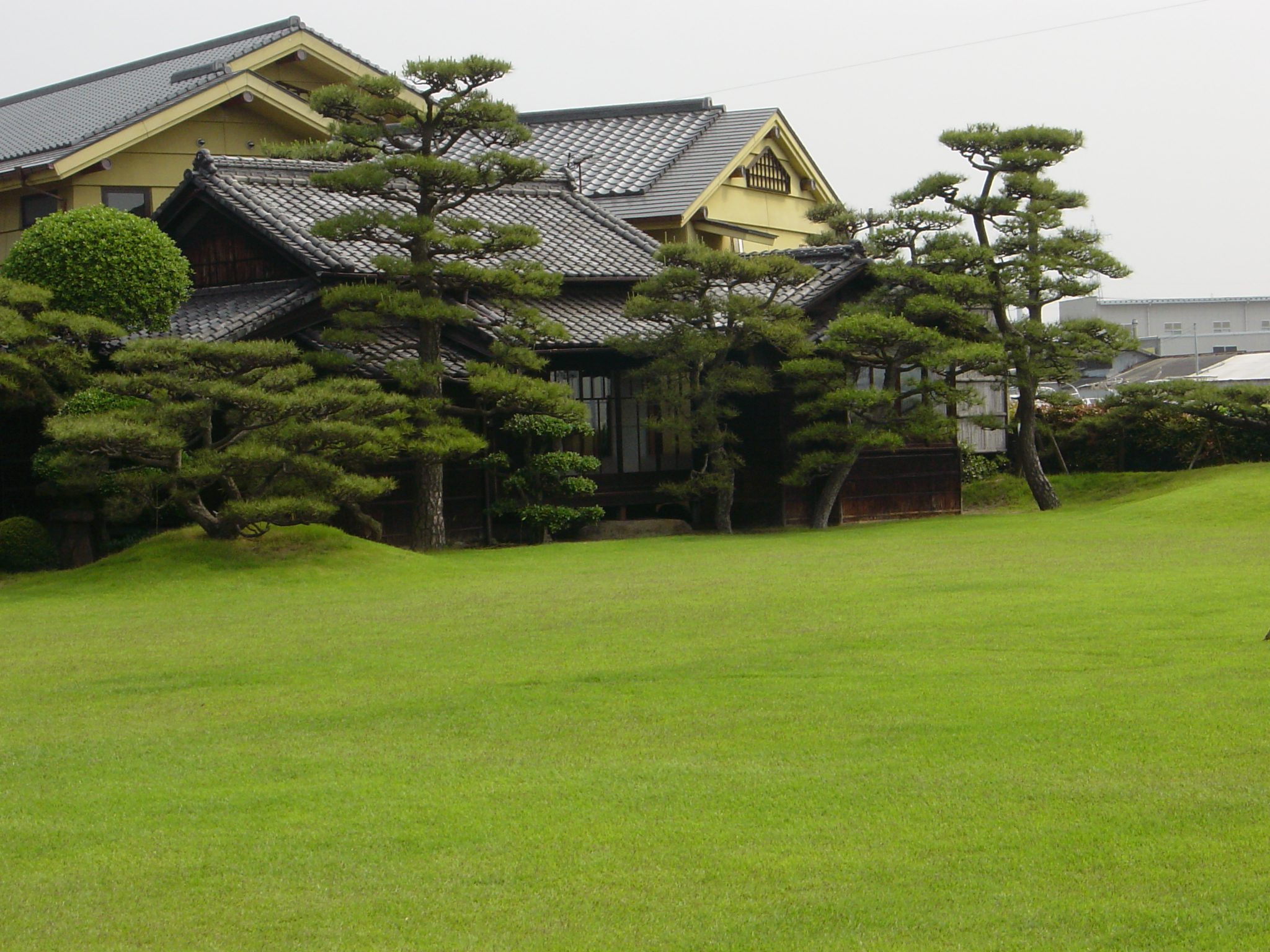
西山別館

- 実家は地元で著名な老舗旅館『西山別館』であり[4]、1981年に当時の皇太子（現・上皇）明仁が宿泊している[7]。
- 鹿内信隆・鹿内春雄・鹿内宏明のいわゆる「鹿内家支配時代」に入社した最後のアナウンサーである。
- 子供の頃から広島東洋カープのファンである。
- 1995年に関西テレビ制作・フジテレビ系全国ネットで放送されていた『土曜大好き!830』に同期の小島奈津子と共にゲスト出演している。同番組のトークコーナーに現役の局アナがゲスト出演するのは極めて異例の出来事であった。
- 1996年12月29日に出演した『プロ野球ニュース』は、達川光男・谷沢健一・夏木ゆたかと共に、実家である西山別館より1時間の生中継で放送された。
- 1997年3月9日に出演した『プロ野球ニュース』が、フジテレビジョン河田町社屋最後の全国ネット番組であり、最後の生放送番組となった[注釈 2]。その日の放送では、河田町への思いとともに、社屋のお台場移転を伝えた。
- 元プロレスラーの吉田万里子とは同郷・同窓生であり、中学時代からの親友関係にある。プロレスラー選手名鑑でも、必ず西山の名前が挙がる。
- 娘の影響で40歳から水泳を始めてフジテレビ水泳部「チームフジ」にも加わり、マスターズ大会などにも出場する[8][9][10]。

## 出演

### フジテレビアナウンサー
情報・報道番組
| 期間          | 期間          | 番組名                                    | 役職                             | 担当日             | 備考                                                   |
| ------------- | ------------- | ----------------------------------------- | -------------------------------- | ------------------ | ------------------------------------------------------ |
| 1994年4月1日  | 1995年3月31日 | めざましテレビ                            | スポーツキャスター               | 月〜水曜日         |                                                        |
| 1994年4月1日  | 現在          | めざましテレビ                            | 『きょうのわんこ』ナレーター     | 月〜金曜日         | 毎年12月最終放送日の、きょうのわんこ大賞にコーナー出演 |
| 1994年10月3日 | 1995年9月29日 | FNNニュース2:00                           | シフト勤務キャスター             | （交替制）         |                                                        |
| 1996年4月1日  | 1997年3月30日 | プロ野球ニュース                          | キャスター                       | 月～水・土・日曜日 |                                                        |
| 1997年3月31日 | 1998年3月27日 | プロ野球ニュース                          | キャスター                       | 月〜金曜日         |                                                        |
| 1998年4月1日  | 1999年3月31日 | プロ野球ニュース                          | キャスター                       | 水～金曜日         |                                                        |
| 1999年4月1日  | 2001年3月30日 | どうーなってるの?!→噂のどうーなってるの?! | 司会                             | 平日               |                                                        |
| 2001年8月1日  | 2007年6月29日 | FNNスーパーニュース                       | キャスター                       | 平日               |                                                        |
| 2008年9月29日 | 2010年3月26日 | スパイスTV どーも☆キニナル!               | 司会                             | 平日               |                                                        |
| 2010年3月30日 | 2011年3月22日 | レインボー発                              | キャスター                       | 隔週火曜日         | 先輩の松尾紀子と隔週交代での担当                       |
| 2011年3月30日 | 2012年3月26日 | レインボー発                              | キャスター                       | 火曜日             |                                                        |
| 2012年4月5日  | 2013年3月29日 | ノンストップ!                             | プレゼンター                     | 木・金曜日         |                                                        |
| 2017年4月9日  | 2018年9月29日 | めざましどようび                          | 情報キャスター                   | 土曜日             |                                                        |
| 2017年10月1日 | 2018年3月28日 | みんなのニュース                          | 『やくさん・きくさん』キャスター | 月～水曜日         |                                                        |
| 2018年10月6日 | 現在          | めざましどようび                          | メーンキャスター                 | 土曜日             |                                                        |
| 2021年3月30日 | 現在          | めざまし8                                 | ナレーション                     | 火曜日→月・火曜日  |                                                        |

スポーツ番組・その他
- スポーツ中継（陸上・駅伝）
- FOOTBALL EX ～ FOOTBALL CX（ナレーション）、セリエAダイジェスト（司会）
- つば九郎のカンペDEトーク（MC）
- パラ☆DO!（ナレーション)
- 新・週刊フジテレビ批評（2011年6月25日 - 2017年9月30日[注釈 3]）

#### バラエティ・音楽番組
- 週刊スタミナ天国
- 新しい波[注釈 4]
- めちゃ×2イケてるッ!(コーナーMC)
- 世界の超豪華・珍品料理（1993年 - 1995年)[注釈 5]
- キンカン民謡セレクション（1993年6月 - 1994年9月）
- 森田一義アワー 笑っていいとも!（1992年 - 2001年）[注釈 6]
  - 「テレフォンショッキング」（テレフォンアナ毎月第1週金曜日担当。第1期・1992年 - 2001年、第2期・2010年- 2014年）
  - 笑っていいとも!増刊号
  - 笑っていいとも!特大号（1995年 - 1996年、1998年 - 2000年、2014年進行アナ・司会のタモリのアシスタント）
- SMAP×SMAP（1996年 - 2016年12月26日）コーナーMC、最終回スペシャル進行役
- お笑い芸人歌がうまい王座決定戦スペシャル
- 最強運芸能人決定戦。
- タモリの超ボキャブラ天国（1996年10月 - 1997年3月、アシスタント）
- 体育倉庫〜ジムくんとゆかいな仲間たち〜（2009年7月5日 - 8月30日、2010年6月13日 - ）ガイ 役[11]
- フジ算（2010年4月 - 9月）
- とんねるずのみなさんのおかげです（ - 1997年3月）※進行アシスタントなどで不定期出演
  - とんねるずのみなさんのおかげでした※進行アシスタントなどで不定期出演。

- HEY!HEY!HEY!（不定期、ゲームコーナー等進行アナ）
- タモリの未来予測TV（タモリと稲垣吾郎のアシスタント）
- めちゃ×2イケてるッ!（不定期出演）
- 志村友達
- 国分太一のお気楽さんぽ - Happy Go Lucky（2020年4月 - 2022年3月31日、ナレーション）
- 突然ですが占ってもいいですか？（2020年11月11日、フジテレビ）[12]
- 国分太一の気ままにさんぽ (2022年7月14日 - 2022年7月18日、2022年7月27日 - 2022年8月12日、ナレーション)

### テレビアニメ
- こちら葛飾区亀有公園前派出所「大ハード! 両津勘吉は二度死ぬ」（1998年） - ピンカちゃん

### ラジオ
- 開局!フジテレビラジオ（ニッポン放送[注釈 7]、2011年度は日曜日夕方（休止あり）、2010年度ナイターオフは水・木・金曜日担当）※8年先輩の川端健嗣と共にメインパーソナリティを担当。

### 劇場アニメ
- こちら葛飾区亀有公園前派出所 THE MOVIE2 UFO襲来! トルネード大作戦!!（2003年） - 本人役[13]

### ゲーム
- 真説サムライスピリッツ 武士道烈伝（1997年） - お静